# Мигел Муньос
Мигел Муньос Мозун (на испански: Miguel Muñoz Mozún), (роден на 19 януари 1922 г. – починал на 16 юли 1990 г.) е бивш испански футболист, и треньор по футбол. Със спечелените пет Купи на европейските шампиони (три от които като състезател и две като треньор) се превръща в една от най-великите клубни легенди на Реал Мадрид. Това е и треньорът задържал се най-дълго начело на „белия балет“ в продължение на цели 14 години, рекорд неподобрен.

## Състезателна кариера
Състезателната му кариера стартира в аматьорските Феровиара, Хирод и Империо чиито епипи носи в периода 1940 – 1943 г., играе на поста полузащитник. В професионалния футбол има кратки престои в отборите на Логронес и Расинг Сантандер. Звездата му изгрява с тима на Селта Виго с когото през 1948 г. играе финал за Купата на Краля (тогава турнира носи името „Купа на Негово Превъзходителство Генералисимост“ на испански: Copa de Su Excelencia El Generalísimo or Copa del Generalísimo), като отбелязва първото попадение във финала, загубен от Севиля с 1:4.
След края на сезона е привлечен в отбора на Реал Мадрид за да се превърне в една от клубните легенди на „Кралския балет“ с който печели последователно първите три шампионски титли на Европа в историята на клуба, както и четири титли на Испания. В два от финалите на КЕШ (1955 – 56 и 1956 – 57) води отбора с капитанската лента, а съотборници са му другите клубни легенди Раймон Копа и Ди Стефано. Прекратява състезателната си кариера през следващата година на 36-годишна възраст.
Записва и седем мача с екипа на националния отбор.

## Треньорска кариера
Започва като треньор във втория отбор на Реал, който по онова време се нарича (на испански: Agrupación Deportiva Plus Ultra), преди да е назначен за треньор на представителния отбор през 1959 г. Първият му престой е твърде кратък, но вторият влиза в клубната история като най-дълъг престой начело на „белия балет“. Под негово ръководство за 14 сезона клубът печели цели девет титли в Примера дивисион, от които пет последователни (1961 – 65). Печели още две титли на Европа, първата след разгромна победа със 7:2 над Айнтрахт Франкфурт, а другата с 2:1 е над Партизан Белград. Има и два загубени финала от същия турнир с 3:5 от Бенфика Лисабон и 1:3 от Интер. През 1960 г. печели и Междуконтиненталната купа след нулево равенство и победа в реванша с 5:1 над уругвайския Пенярол. По това време освен бившият му съотборник Ди Стефано в отбора играе и Ференц Пушкаш. През 1971 г. има и един загубен финал от турнира за Купата на носителите на национални купи срещу Челси, след равенство 1:1 и загуба 1:2 в реванша.
В резултат на тези успехи Мигел Муньос става първият в света, който печели Купата на европейските шампиони като състезател и треньор. По-късно неговия пример ще последват Джовани Трапатони, Йохан Кройф, Карло Анчелоти, Франк Рийкард и Хосеп Гуардиола. Напуска поста си през 1974 г. като се превръща в най-успешния треньор на клуба, както и най-дълго задържалият се на поста си.
Следват още седем сезона начело на клубовете Гранада, Лас Палмас и Севиля.
След края на Световното първенство по футбол през 1982 г. поема испанския национален отбор с когото играе финал на Европейското първенство през 1984 г., загубен с 0:2 от Франция на Мишел Платини Води „Ла Фурия“ и на Световно първенство в Мексико 1986, където отпада на 1/4 финалите след изпълнение на дузпи (5:6, в редовното време 1:1) от състава на Белгия.
На 16 юли 1990 г. след продължително боледуване Мигел Муньос почива на 68-годишна възраст в Мадрид,

## Успехи
Като футболист:
 Селта Виго
- Купа на краля
  - Финалист (1): 1948 (Загуба от Севиля с 1:4)

 Реал Мадрид
- Купа на европейските шампиони (3): 1955 – 56, 1956 – 57, 1957 – 58
- Примера дивисион (4): 1953 – 54, 1954 – 55, 1956 – 57, 1957 – 58

Като треньор:
 Реал Мадрид
- Купа на европейските шампиони (2): 1959 – 60, 1965 – 66
  - Финалист (2): 1961 – 62, 1963 – 64
- Междуконтинентална купа по футбол (1): 1960 (Победа над Пенярол с 5:1)
- Купа на носителите на купи
  - Финалист (1): 1971 (Загуба от Челси с 1:1 и 1:2 в реванша)
- Примера дивисион (9): 1960 – 61, 1961 – 62, 1962 – 63, 1963 – 64, 1964 – 65, 1966 – 67, 1967 – 68, 1968 – 69, 1971 – 72
- Купа на краля (3): 1961 – 62, 1969 – 70, 1973 – 74

 Испания
- Европейско първенство по футбол
  - Финалист (1): 1984 (Загуба от Франция с 2:0)

| Гола на Мигел Муньос (Купа на краля 1948 г. Селта Виго-Севиля) 0 |
| ---------------------------------------------------------------- |